# Ödmiesbach

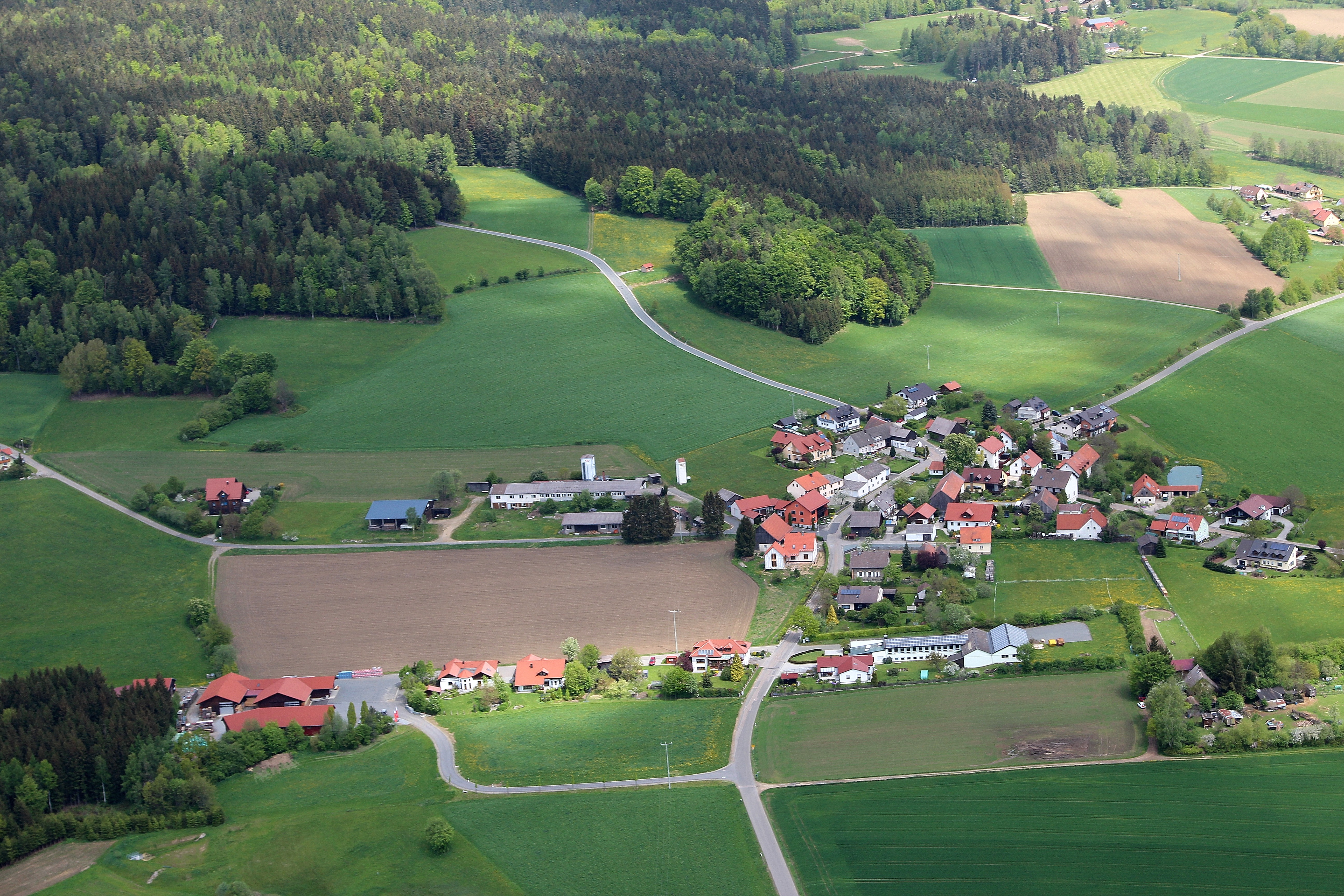
Ödmiesbach (2015)

Ödmiesbach war vormals eine eigenständige Gemeinde, die 1830 mit der ehemaligen Gemeinde Zeinried zusammengelegt wurde. Seit 1978 gehört der Ort zur Gemeinde Teunz im Landkreis Schwandorf.

## Geografie
Ödmiesbach liegt in der Region Oberpfalz-Nord im nordöstlichen Teil des Landkreises Schwandorf südlich des Öderberges. Die von Teunz kommende Kreisstraße SAD 41 führt durch den Ort. Diese wird von der Kreisstraße NEW 39 fortgesetzt, die Ödmiesbach an Tännesberg im Landkreis Neustadt an der Waldnaab anbindet.

## Landsassengut Ödmiesbach

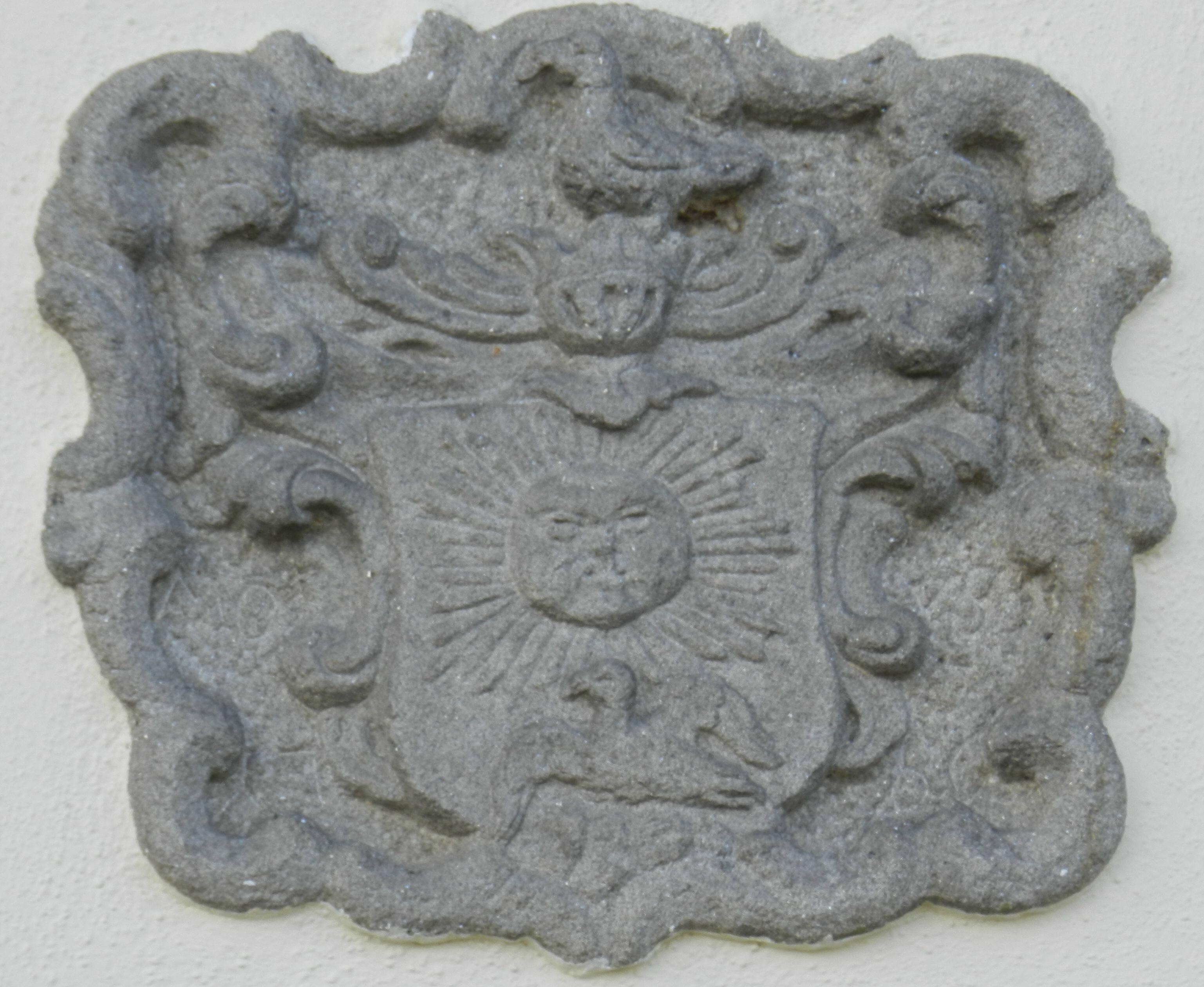
Wappen Satzenhofen-Sonnenburg

Am 16. November 1604 erhielt Jobst Sigmund von Satzenhofen bei der Teilung des väterlichen Erbes das Landsassengut Ödmiesbach zugesprochen, das zum Amt Tännesberg gehörte. Dazu gehörten Ödmiesbach, Weiherhäusl und Miesmühle. Steinach, nur „einen khleinen Puchssen schuß weit“ von Gleiritsch entfernt, wurde in den folgenden Jahren hinzugekauft. Als Landsassen auf Ödmiesbach sind belegt: Hans Tobias von Satzenhofen (1652), Hans Andreas von Satzenhofen (1693/94), seine Witwe (1699), der königlich dänische Oberstleutnant von Donop (1709), Anton Augustin Gundl (1715), Johann Leonhard von Donndorf (1724), Johann Peter Strigler (1724), seine Witwe Cäcilie Strigler (1751), Aron Strigler (1764), Alois Sigmund Franz Strigler (1767). Am 25. Februar 1770 tauschte Joseph Aaron Strigler nach familieninternen Besitzwechseln „das Ritter- und Landsassengut Ödmiesbach“ und die dazugehörenden Hofmarchen Stainach und Guttenfürst mit Ignaz Anton Mariophilus Falkner von Sonnenburg gegen das „Ritter- und Landsassengut Döllnitz“. Im Jahre 1792 übernahm Johann Niklas von Sonnenburg von seinen Eltern das Landsassengut Ödmiesbach, ferner Gutenfürst und Steinach. Ihm folgte Kajetan von Sonnenburg nach. Dessen Sohn Max von Sonnenburg nahm sich wegen der „schlimmen Vermögensverhältnisse im Jahre 1834 im Schlosse Oedmiesbach“ das Leben. Es kam zur Aufteilung der Besitzungen in Ödmiesbach, das Schloss verfiel und wurde nach und nach abgebrochen.

## Steuerdistrikt und Gemeindebildung
Das Königreich Bayern wurde 1808 in 15 Kreise eingeteilt. Diese Kreise wurden nach französischem Vorbild nach Flüssen benannt (Naabkreis, Regenkreis, Unterdonaukreis usw.). Die Kreise gliederten sich in Landgerichtsbezirke. Die Bezirke wiederum sollten in einzelne Gemeindegebiete eingeteilt werden. Die Gemeinde Ödmiesbach gehörte zum Landgericht Vohenstrauß. Zur politischen Gemeinde Ödmiesbach gehörten die Ortschaften Weiherhäusl und Miesmühle.
Da jede Gemeinde mindestens 20 Häuser haben sollte, kam es 1830 zu einer Neugliederung der Gemeinden. Der Gemeinde Ödmiesbach wurde aufgelöst und mit der Gemeinde Zeinried zu einer neuen Verwaltungseinheit zusammengelegt. Der Gemeinde gehörten weiter Pilchau (heute Markt Tännesberg, Landkreis Neustadt a. d. Waldnaab), Miesmühle, Neumühle, Schneglmühle, Schömersdorf und Weiherhäusl an. 1840 kam es zur Bildung „eines Landgerichts I. Klasse in Oberviechtach“. Die Gemeinde Zeinried mit Ödmiesbach kam zum Landgerichtsbezirk Oberviechtach, der nun aus 26 Gemeinden bestand. Ödmiesbach war bis zu deren Auflösung ein Gemeindeteil von Zeinried und kam am 1. Mai 1978 zur Gemeinde Teunz. Letzter Bürgermeister war Hans Kiesl aus Ödmiesbach.

## Bildung

### Schulgeschichte
Mit der Einführung der allgemeinen Schulpflicht in Bayern wurde die damalige Gemeinde Ödmiesbach Schulort. Das alte Schulhaus befand sich in der Ortsmitte südlich des ehemaligen Schlosskomplexes, der nach dem Ableben des letzten Landsassen auf Ödmiesbach in Privathände überging und zertrümmert wurde. In den Jahren 1960/61 baute man an der Straße von Ödmiesbach nach Zeinried ein neues Schulhaus mit Lehrerwohnung und Sportplatz. Im Schuljahr 1967/68 kam es zur Auflösung der Schule, die zu diesem Zeitpunkt insgesamt 28 Schüler in acht Klassen besuchten. Der Schulsprengel Zeinried/Ödmiesbach/Weiherhäusl wurde aufgelöst und Teunz angeschlossen.

### Schulsituation heute
Vorschulkinder sind im Kindergarten in Teunz untergebracht. Die Schüler aus Ödmiesbach besuchen die Grundschule in Teunz und die Doktor-Eisenbarth-Mittelschule in Oberviechtach. Eine Realschule findet sich in Nabburg, eine Wirtschaftsschule in Weiden und Gymnasien in Oberviechtach, Nabburg und Weiden. Der Schulweg kann nur mit Bussen zurückgelegt werden.

## Behördliche Einrichtungen

### Forstamt Tännesberg, Außenstelle Ödmiesbach
Ödmiesbach war Sitz einer Außenstelle des Forstamtes Tännesberg. Im Zuge der Verwaltungsreform bei den Bayerischen Staatsforsten erfolgte die Auflösung der Dienststellen in Ödmiesbach und in Tännesberg.

### Polizeiinspektion Oberviechtach, Außenstelle Ödmiesbach
In Ödmiesbach befand sich eine Außenstelle der Polizeiinspektion Oberviechtach, die für das Gebiet Teunz, Ödmiesbach, Zeinried, Gleiritsch und Lampenricht zuständig war. Mit den verbesserten Möglichkeiten der motorisierten Fortbewegung wurde die Dienststelle in Ödmiesbach am 30. Juni 1961 aufgelöst.

## Bildergalerie

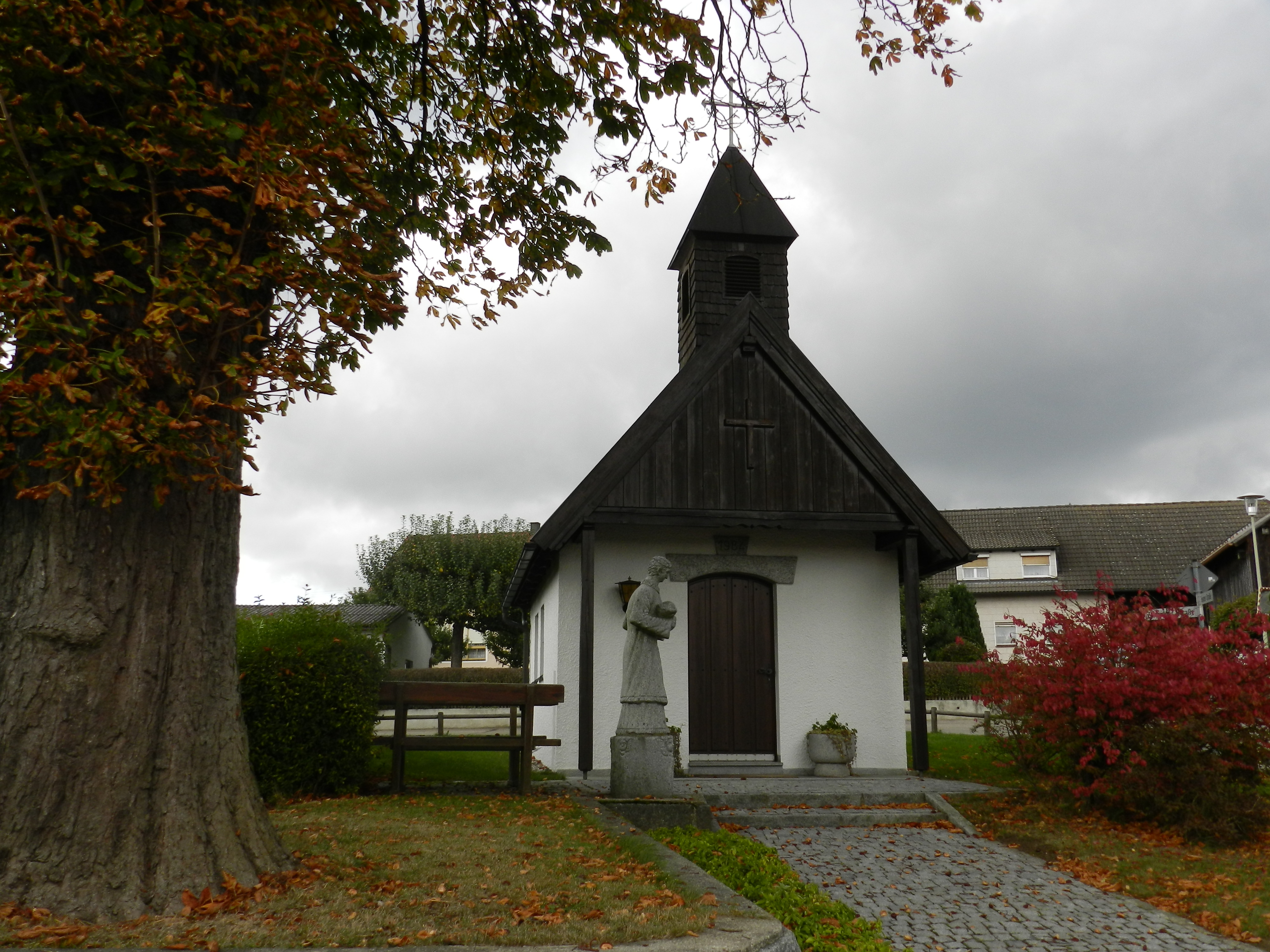
Kapelle in Ödmiesbach
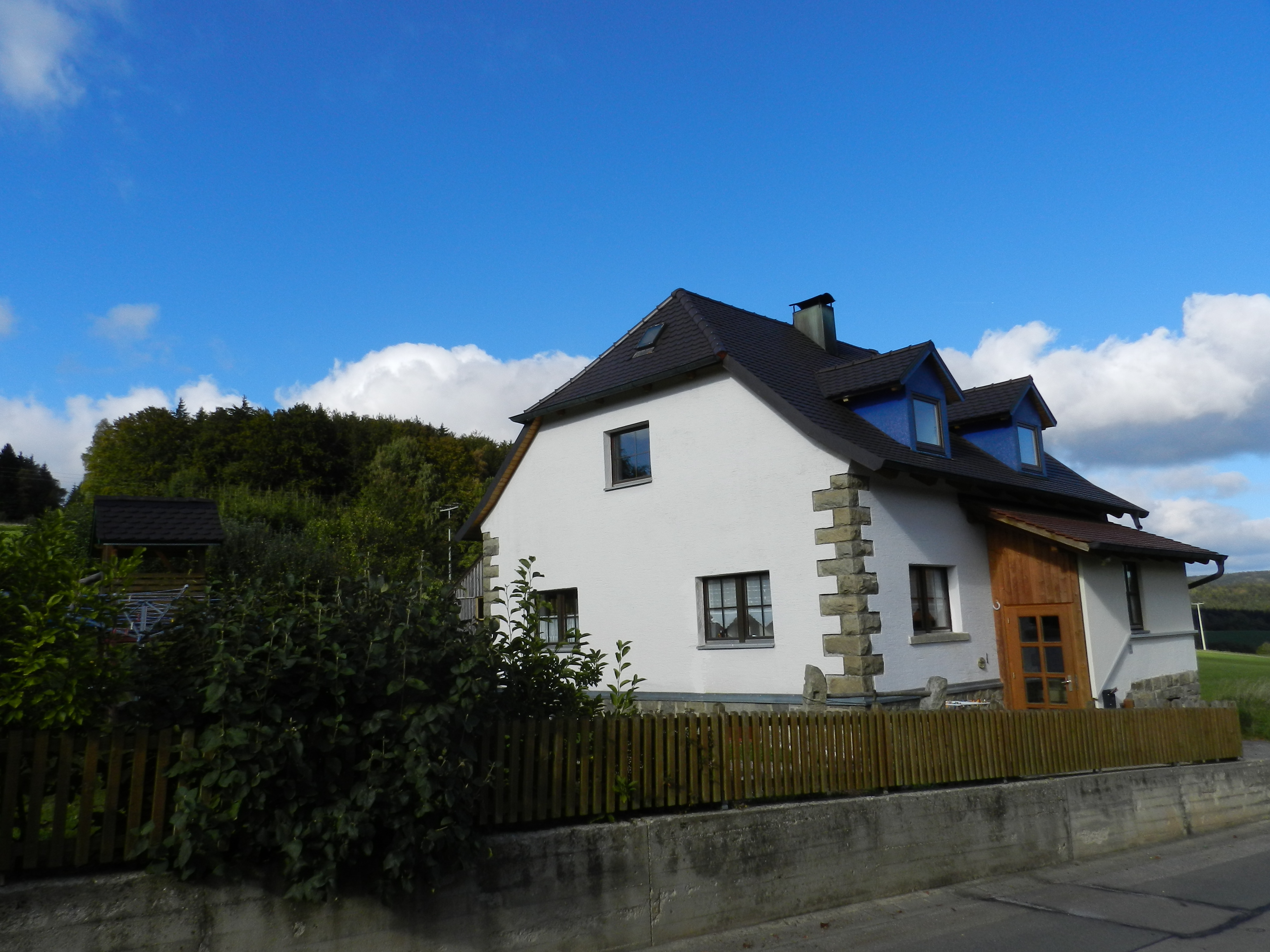
Ehemalige Polizeistation
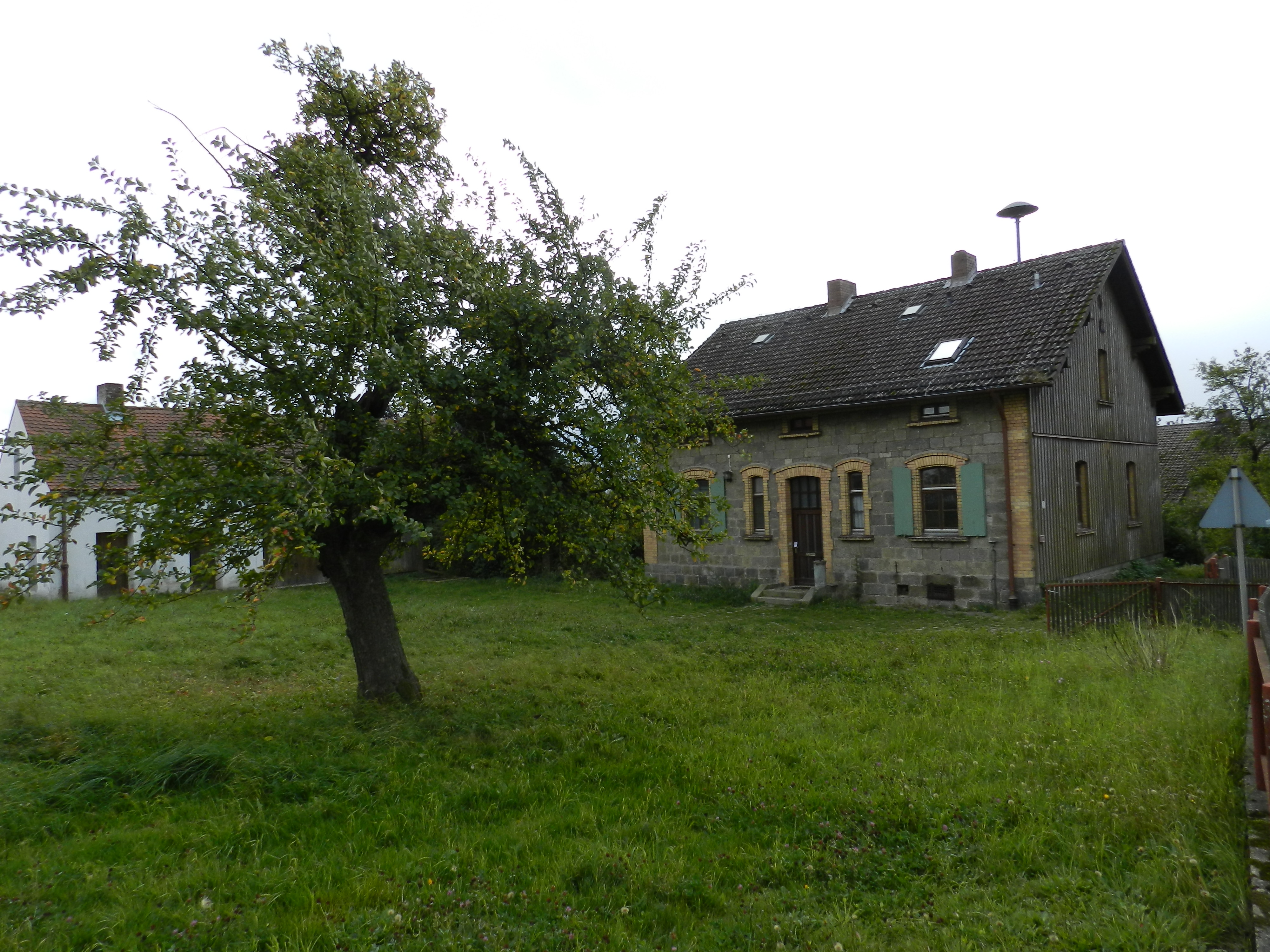
Ehemaliges Forsthaus
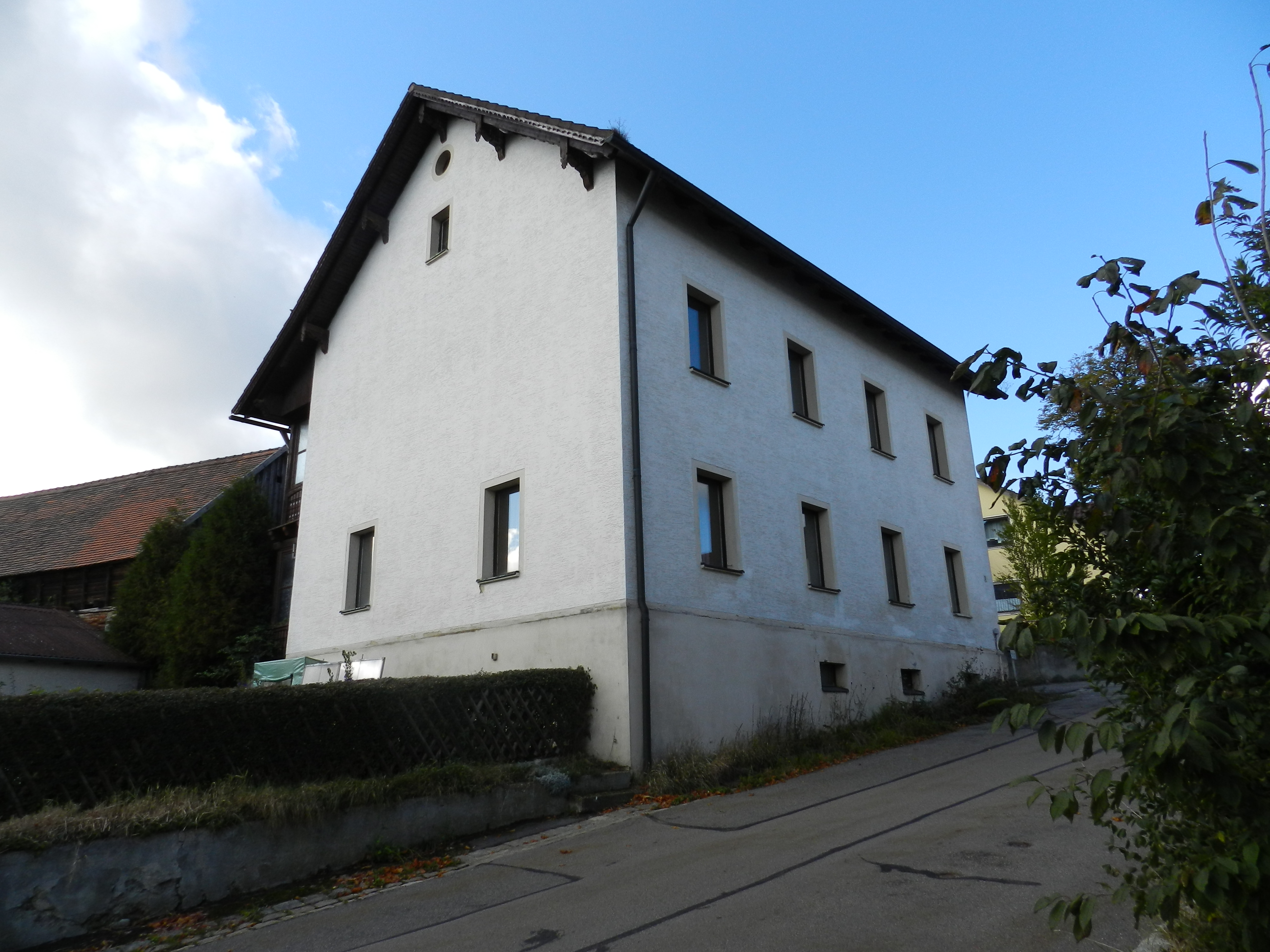
Altes Schulhaus